# Raffinerie de Baton Rouge
La raffinerie de Baton Rouge est située en Louisiane, dans la ville de Baton Rouge. C'est la quatrième plus importante raffinerie de pétrole des États-Unis, et la deuxième du groupe ExxonMobil sur le sol américain, après celle Baytown au Texas. Sa capacité de raffinage s'élève à 500 000 barils par jour.

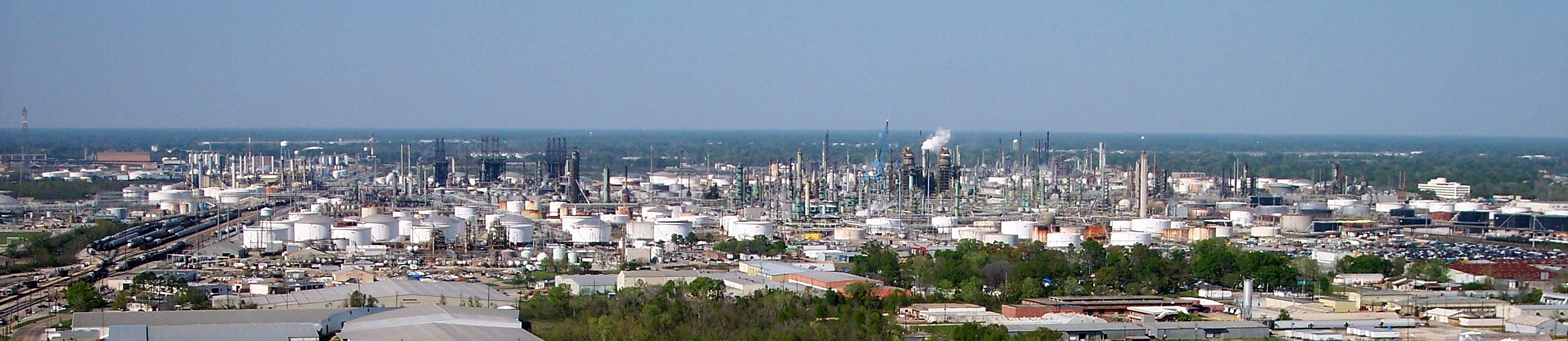
Vue de la raffinerie depuis la tour du Capitole.

## Pollution
La raffinerie de Baton Rouge fait partie de sites les plus polluants des États-Unis en termes de particules fines.

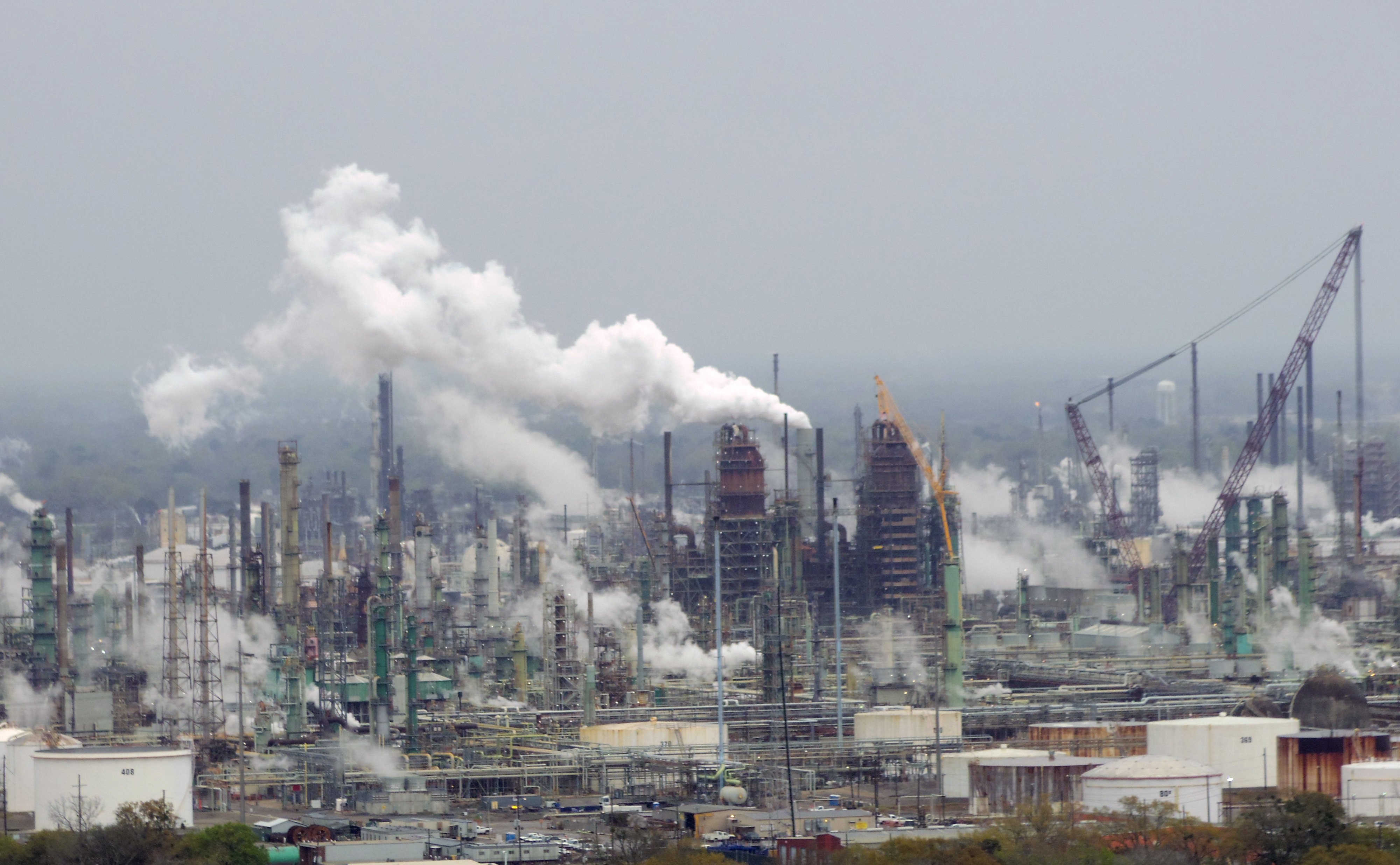
Vue de la raffinerie en 2017.